# ベル麻痺
ベル麻痺（ベルまひ）とは、顔面神経の麻痺によって障害側の顔面筋のコントロールができなくなった状態のことである。顔面神経麻痺の原因として脳腫瘍、脳卒中、ライム病などがあるが、原因が特定できない場合にベル麻痺と呼ばれる。

## 解説
この疾患の名称であるが、初めてこの疾患を報告したスコットランドの解剖学者チャールズ・ベル (Charles Bell)(1774 – 1842)にちなんで命名された。ベル麻痺は最も一般的な急性単神経炎であり、急性顔面神経麻痺の最も一般的な原因である。東洋医学ではメンタン、口眼歪斜、口僻と呼ばれている。
ベル麻痺は、特発性片側性末梢性顔面神経麻痺と定義され、通常人への感染は起きない。不全麻痺または完全麻痺が急速に、通常は一日以内に完成するのが特徴である。
ベル麻痺では、顔面神経が炎症によって腫脹（腫れること）した状態にあると考えられている。顔面神経は頭蓋骨（側頭骨）の細い管（顔面神経管）の中を走行しており、この管の中で腫脹すると神経が圧迫され、神経伝達の阻害や損傷、細胞死が起こるとされている。ベル麻痺の原因は確定されていないが、臨床上、実験上の証拠から、1型単純ヘルペスウイルス感染の関与が示唆されている。
医師はベル麻痺に対し、抗炎症薬や抗ウイルス薬を処方する事がある。薬物治療が奏功するには、早期治療が必要である。ただし治療の効果についてはまだ議論が分かれている。ほとんどの患者は自然に治癒しほぼ完全に機能も回復する。多くの場合、治療しなくとも発症後10日もすれば改善の徴候が見られる。
障害側の閉眼ができなくなる事も多いため、眼の乾燥を防ぐ必要があり、これを怠ると兎眼による角膜上皮障害によって視力障害をきたすことがある。

## 疫学
ベル麻痺の年間罹患率は10万人中約20人ほどであり、これは加齢とともに増加する。 アメリカ合衆国では毎年約4万人が発症している。一生のうちにベル麻痺にかかるのはほぼ65人にひとりである。家族内遺伝が全症例の4-14%ある。妊婦は、非妊娠女性に比べ3倍ベル麻痺を発症しやすい。糖尿病患者では全人口に比べて4倍発症しやすいといわれる。年間罹患率の数字は報告によって差があり、10万人中15人、24人、25-53人とするものがある。ベル麻痺は報告するような疾患ではないため、診断された患者のしっかりとした記載はなく、正確な推計は困難である。

## 病理
顔面神経の運動神経線維が側頭骨の顔面神経管内を走行しているところで炎症を起こし、その結果管内の神経線維が圧迫されて神経の信号伝達がブロックされたり、神経傷害が起こったりすると考えられている。顔面神経麻痺があっても、その原因と考えられる疾患がある場合には、ベル麻痺とは呼ばない。例えば腫瘍、髄膜炎、脳卒中、糖尿病、頭部外傷、他の脳神経の炎症を起こす疾患（サルコイドーシスやブルセラ症など）などである。しかしこういった疾患では、神経症学的所見が顔面神経に限定されることはまれである。先天性の顔面神経麻痺を持った新生児が生まれることがあり、ベル麻痺に似た症状を呈するが、これは分娩時の外傷による顔面神経の不可逆な損傷による。
1型単純ヘルペスウイルス (HSV-1) がベル麻痺と診断された症例の多くから同定されているとする研究があり、抗炎症薬（プレドニゾロン）や抗ウイルス薬（アシクロビル）による薬物治療に期待がかかっている。しかし臨床上ベル麻痺と診断された症例のうちHSV-1が同定された例がわずか18%、帯状疱疹ウイルスが同定された例が26%であったとする研究もある。したがって、ベル麻痺と診断された症例では単純ヘルペスウイルスが重要な役割を果たしているとする考えは、まだ仮説の段階であり、さらに研究が必要である。
HSV-1感染は、神経線維の脱髄化に関与している。この神経損傷のメカニズムは、前述の、狭い顔面神経管での神経線維の浮腫と圧迫が神経損傷の原因だとする考えとは異なっている。脱髄化はウイルスによって直接的に引き起こされるのではなく、未知の免疫反応によるものであるらしい。以下は、この仮説と新たな治療法を示唆する報告である。

HSV-1の増殖そのものが顔面神経損傷の原因ではなく、アシクロビルによるHSV-1増殖の抑制は神経機能不全の進展を防げない可能性がある。未知の免疫反応を通したHSV-1の再活性化による顔面神経の脱髄化がHSV-1誘発性顔面神経麻痺の病因である、と示唆されるのであれば、新たな治療戦略として、このような免疫反応を抑制することが効果的だろう。

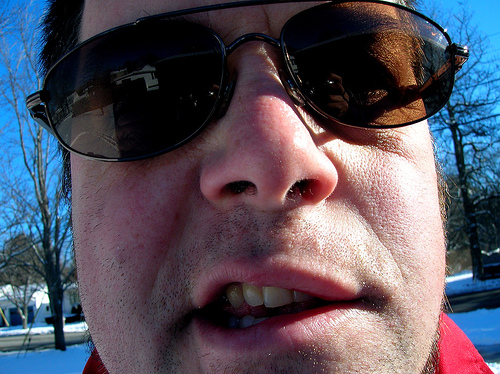
「ベル麻痺の笑い」は、顔の片側の麻痺によって左右が不釣合いになっているのが特徴的。写真は（患者からみて）左末梢性顔面神経麻痺の人の表情である。

## ウイルスの再活性化
ウイルスの中には、エプスタイン・バール・ウイルスのように、症状なく感染を続ける（潜伏感染）するものがある。休眠状態のウイルスの再活性化がベル麻痺の背後にある原因として示唆されている。このウイルス再活性化に、外傷や環境要因、代謝疾患や情動性疾患が先行すること、すなわち感情ストレスや環境ストレス（寒冷のような）、身体ストレス（外傷のような）といったストレス、つまりは宿主の状態変化が再活性化の引き金となっていることを示唆する研究がある。

## 所見
顔面神経はまばたき、閉眼、微笑み、眉ひそめなどの顔面の表情をあらわす筋の動きや、涙液分泌、唾液分泌などの機能をつかさどる。また中耳にあるアブミ骨筋を支配したり、舌の前3分の2の味覚を伝達したりしている。
ベル麻痺あるいは顔面麻痺の特徴は障害された側の顔面が垂れ下がることである。これは顔面筋を支配している顔面神経の運動機能の機能不全が原因であり、この麻痺は核下性（下位運動ニューロン型）の麻痺である。
顔面神経麻痺がある場合、臨床的には顔面神経のすべての枝が障害されているのか、それとも前頭部の筋の動きは保たれているのかを見極める必要がある。前頭部の筋は両側の大脳に支配されているからである。顔面神経麻痺の患者が額のしわ寄せはできる場合、麻痺の原因は脳内にあり（中枢性顔面神経麻痺）、顔面神経そのものには問題はない。
ベル麻痺の鑑別診断の中で除外が困難なものとして、水痘・帯状疱疹ウイルス感染症による顔面神経麻痺（ラムゼイ・ハント症候群）がある。重要な違いは、この場合外耳に小水疱が現れることと、聴覚障害が見られることである。しかしこれらの症状が見られない場合もある。
ライム病では典型的な顔面神経麻痺が見られるが、ライム病固有の抗体が血液中から見つかれば診断は容易である。ライム病の流行地域では、これが顔面神経麻痺の最も一般的な原因となっている。

## 他の症状
単神経炎という定義にもかかわらず、ベル麻痺と診断された患者は時に顔面の異常知覚、軽度から重症までの頭痛や頸部痛、記憶障害、平衡障害、同側の上下肢の異常知覚、同側の上下肢の筋力低下、動作のぎこちなさなど、顔面神経機能不全としては説明のつかない多彩な神経学的症状を呈する。これはいまだベル麻痺における難問である。

## 診断
診断は通常神経内科または耳鼻咽喉科の医師が行う。
ベル麻痺の診断は他の考えうる疾患を除外することで行う（除外診断）。ベル麻痺は一般に特発性とよばれるが、これは原因が不明だということである。つまり特定の原因がないというのが診断になる。ベル麻痺というのは診断がついた疾患の残りであり、現在の医学的知見では区別できない異なる原因の疾患を含んでいる可能性がある。よって後述の病因や治療選択、治癒のパターンなどについても、根本的には不確定なものだということになる（後述の他の徴候も参照）。
多くの患者 (45%) が専門医にかかっていないという研究があり、一般の臨床医にとってベル麻痺は簡単に診断がつくものと考えられている。しかしかなりの数が誤診であるという。除外診断のためには本来精査が必要であるから、このことは驚くには当たらない。

## 治療
治療については議論が分かれている。不全麻痺の患者では予後はきわめて良好であるため、治療の必要は普通ない。しかし閉眼できない、口を閉じられないといった完全麻痺の場合は、一般にステロイド系抗炎症薬を投与する。
早期にプレドニゾロンを投与すると、アシクロビルを投与した場合や無治療の場合と比べ、3ヶ月から9ヶ月後に完全回復する可能性が高まる。ベル麻痺にヘルペスウイルスが関与している可能性が高いことから、アメリカの神経内科医のほとんどが原因不明の顔面神経麻痺に対してアシクロビルなどの抗ウイルス薬治療を処方しているが、大規模研究の結果では、プレドニゾロン単独に比べてアシクロビルを加えることに利益はない。外科的に顔面神経線維を除圧する手法が試みられているが、現在のところ効果は上がっていない。鍼治療も研究されているが、決定的な結果は出ていない。
アメリカ神経内科学会の実践指針では、「副腎皮質ステロイドは安全でおそらく有効、アシクロビルは安全で可能性として有効である」と記されている。アシクロビル・プレドニゾロン両方が奏功するには、早期治療（発症から3日以内）が必要である。発症後10日以上たっている場合、治療は不要である。
また、アメリカ耳鼻咽喉・頭頸部外科学会が2013年に発行したガイドラインにおいては16歳以上の患者に対し発症72時間以内の内服ステロイド（プレドニゾロン50㎎～60㎎/日）を投与することを強く推奨している。発症後10日以上経っている場合のベネフィットは明らかではない。。

## 漢方
漢方医学では、ベル麻痺は風にさらされて風邪・寒邪が侵入したものとされる。治療には葛根湯や麻黄湯などが処方される。鍼治療が行われることもある。

## 予後
治療を何も行わない場合でも、ベル麻痺は良好な予後を得られやすい。1011人の患者を対象にした研究では、85%の患者で発症後最初の3週間以内に回復の兆候が見られ、残りの15%では3ヶ月から6ヶ月後に回復が始まった。1年以上または回復するまでの経過観察では、3分の2以上 (71%) の患者で完全回復がみられたが、12%は中等度の回復、4%はごくわずかな回復しか見られなかった。別の研究では、不全麻痺の場合はほぼ1ヶ月以内に麻痺が完全に消失した。完全麻痺では、最初の2週間以内に改善が見られた患者ではほぼ完全に寛解したが、改善が3週間以降にみられたかまたは改善しなかった患者では、多くの患者に後遺症が残った。もうひとつの研究では、10歳以下の若い患者では予後がよく、一方61歳以上の患者では予後は相対的に悪かった。

## 合併症
主な合併症は慢性の味覚の消失（無味覚症）、慢性顔面痙攣、角膜感染症である。角膜感染を防ぐためには、睡眠時や休息時に眼帯をしたりテープで眼を閉じる、または人工涙液の点眼薬や眼軟膏を使用することが特に完全麻痺の場合には推奨される。閉眼が完全にできない場合は、反射も低下するため、眼の外傷には充分気をつける必要がある。
他の合併症として、顔面神経が不完全、あるいは誤った再生をすることがある。神経は、より小さな単位の神経線維が正しい目的地に向かって枝分かれする太い束と考えることができる。損傷した神経が再生する際に、全体的にはもともとの経路に沿って正しい目的地にたどり着く。しかし神経線維の中には、わき道にそれているものがあり、これが共同運動と呼ばれる状態を引き起こす。例えば眼の周囲にある筋を支配している神経が再生するときに、わき道にそれて口の周りの筋に行き着いてしまうことがある。この結果、ある部分を動かすと、別の部分が一緒に動いてしまう。眼を閉じると、口角が不随意的に上がってしまうようなことがある。 
このほか回復後に、まれにワニの涙症候群を呈する患者もいる。食事の際に涙が流れてしまう。これは顔面神経の唾液腺と涙腺を支配する神経の再生が誤った結果と考えられている（顔面神経の項を参照）。